# Motorsport.com
Pour les articles homonymes, voir Motorsport.
Motorsport.com est un site internet et un réseau de diffusion de contenus liés aux sports mécaniques. Créé en 1994 aux États-Unis et d'abord destinée au public américain, cette plateforme s'est ensuite mondialisée à partir des années 2010 pour devenir l'un des sites les plus consultés dans le domaine des sports mécaniques.

## Histoire
Fondé en 1994 à Miami, Motorsport.com est un site Internet d'information, spécialisé dans les sports mécaniques. D'abord disponible uniquement en version anglophone, il se décline dans les années 2010 en plusieurs langues : l'espagnol, le français, le russe, le portugais, l'italien, l'arabe, puis le chinois, l'allemand, le néerlandais, le japonais, le turc, l'ukrainien.
Cette expansion s'accompagne du rachat d'autres sites : la version française vient ainsi directement de ToileF1.com et la portugaise de TotalRace.com.br.
De mai à juin 2015, le GPDA, association des pilotes de Formule 1, décide de réaliser un sondage auprès des passionnés de la discipline afin de proposer des idées de réformes. Ce sondage est créé en association avec le site Motorsport.com, sur lequel il est accessible. Ce sondage a toutefois fait l'objet de critiques de la part des médias concurrents.

## Déclinaisons par pays ou zone géographique

### Version américaine
La version globale est basée à Miami, aux États-Unis. Elle compte des journalistes célèbres comme David Malsher, spécialiste de l'IndyCar. 
| Équipe de rédaction Motorsport.com | Équipe de rédaction Motorsport.com |
| Nom                                | Poste                              |
| ---------------------------------- | ---------------------------------- |
| David Malsher                      | Rédacteur, correspondant IndyCar   |
| Lee Spencer                        |                                    |
| Jim Utter                          |                                    |

### Version britannique
La version britannique est notamment alimentée par le journaliste Jonathan Noble, ancien d'Autosport.
| Équipe de rédaction Motorsport.com UK | Équipe de rédaction Motorsport.com UK            |
| Nom                                   | Poste                                            |
| ------------------------------------- | ------------------------------------------------ |
| Jamie Klein                           | Directeur, rédacteur en chef version britannique |
| Kate Walker                           |                                                  |
| Jonathan Noble                        |                                                  |
| Adam Cooper                           |                                                  |

### Version française
La version française du site est issue du site ToileF1.com. Elle couvre la France ainsi que les pays francophones en Europe de l'Ouest tels que la Belgique wallonne, la Suisse romande, Monaco et le Luxembourg. Basée au Mans, la rédaction de motorsport.com France est dirigée par Guillaume Navarro. 
| Équipe de rédaction Motorsport.com FR | Équipe de rédaction Motorsport.com FR          |
| Nom                                   | Poste                                          |
| ------------------------------------- | ---------------------------------------------- |
| Guillaume Navarro                     | Directeur, rédacteur en chef version française |
| Emmanuel Rolland                      | Responsable rubrique GT/Tourisme               |
| Léna Buffa                            | Responsable rubrique Moto                      |
| Basile Davoine                        | Responsable rubrique Endurance                 |
| Benjamin Vinel                        | Responsable rubrique Monoplace                 |
| Michaël Duforest                      | Responsable photos-vidéos                      |